# نیویورک آبزرور
نیویورک آبزرور (به انگلیسی: The New York Observer) یک نشریهٔ چاپی بود که از سال ۱۹۸۷ تا ۲۰۱۶ به صورت هفتگی و در شهر نیویورک منتشر می‌شد. از سال ۲۰۱۶ این نشریه به صورت چاپی منتشر نمی‌شود و تنها به صورت برخط و تحت نام جدید آبزرور فعالیت می‌کند. این رسانه بر فرهنگ، املاک و مستغلات، رسانه‌ها، سیاست، سرگرمی و صنایع نشر تمرکز دارد.

## موضع سیاسی
در سال ۲۰۱۶  نیویورک آبزرور از آن جهت که یکی  از تعداد انگشت شماری از روزنامه‌ها بود که به طور رسمی دونالد ترامپ را که نامزد انتخابات مقدماتی حزب جمهوری خواه بود حمایت کرد، مورد توجه قرار گرفت. صاحب این روزنامه و ناشر آن در آن زمان، جرد کوشنر بود که همسر دختر دانلد ترامپ است و در همان زمان مشاور جنبش مبارزات انتخاباتی ریاست جمهوری ترامپ هم بود. آبزرور این حمایت را پس از آن که ترامپ نامزد رسمی حزب جمهوریخواه برای ریاست جمهوری شد، تکرار نکرد.